# Pierre-Paul Poulalion
Pierre-Paul Poulalion, né le 29 juin 1801 à Montbazin et mort le 6 août 1872 dans le 4e arrondissement de Paris, est un écrivain et poète français.
Figure du quartier latin et de la Rive gauche mais assez peu connu hors des milieux littéraires parisiens, il était doté d'une grande estime de soi et fut caricaturé en son temps par le dessinateur, chansonnier français André Gill.

## Carrière
Pierre-Paul Poulalion, souvent qualifié sous ses simples initiales « PPP », est né dans la commune de Montbazin, village situé non loin de Sète (et non vers Béziers — « dans ces plaines fertiles que l'Orb arrose » — comme il aimait le faire croire), le 29 juin 1801. Élève du petit séminaire, il est ensuite nommé instituteur communal à Murviel-lès-Montpellier, puis en 1836 à Montbazin, sa commune natale. Il se marie avec Joséphine-Françoise Dispos qu'il perdra peu de temps après avec un des deux enfants qu'ils eurent ensemble. Il exerce sa profession d'enseignant jusqu’en 1857 tout en s’occupant de l’éducation de son fils survivant.

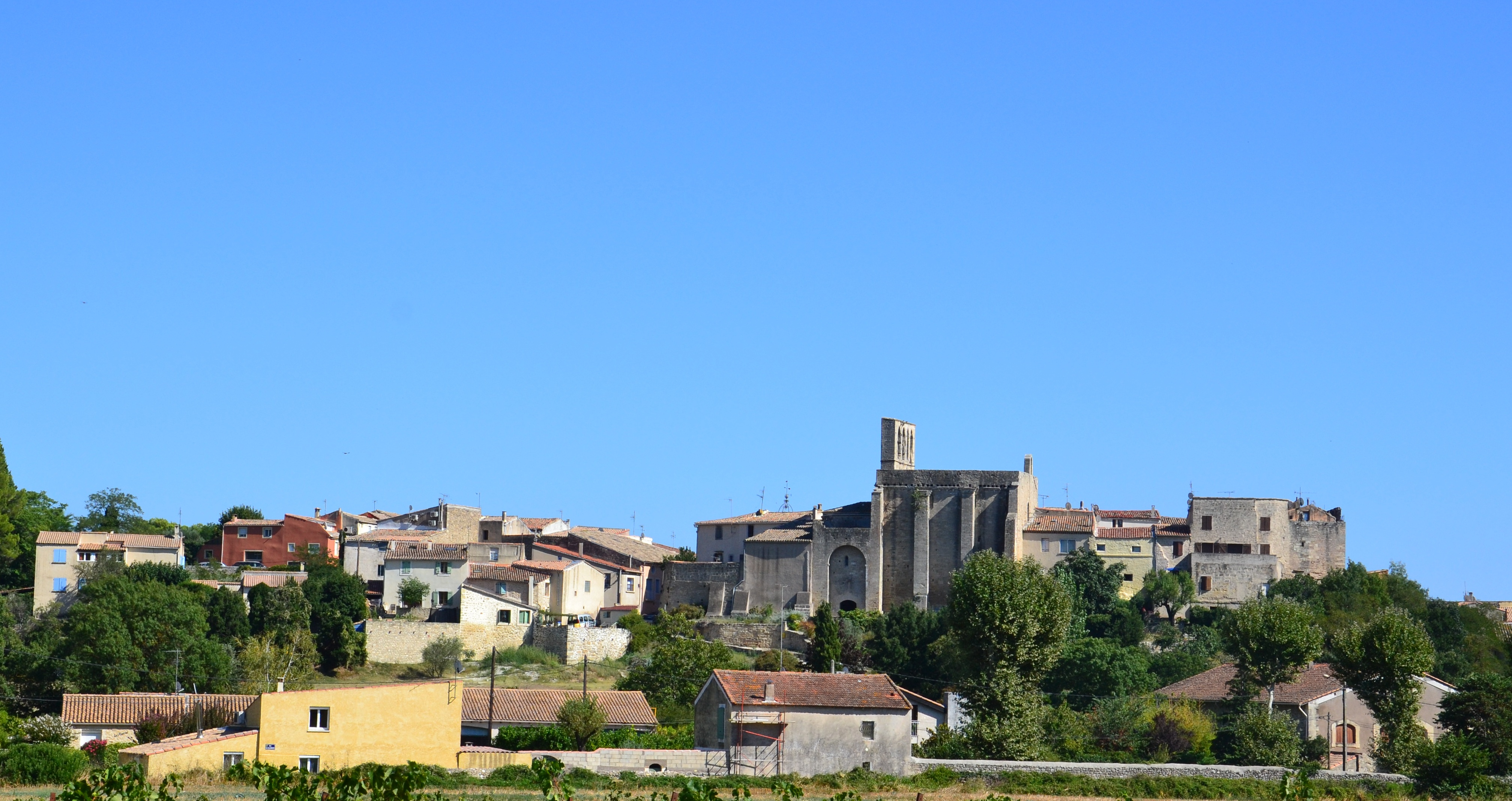
Montbazin, cité natale de PPP

Laissant ensuite son fils, nommé buraliste-receveur à Frontignan, PPP prend la décision de « monter » à Paris (probablement en 1859) et réussit, tant bien que mal, à avoir son heure de gloire sur le secteur de la rive gauche de la capitale où il exerçait son talent de poète, probablement entre 1862 et 1871.
Avant la fin de sa vie, il s'installe dans un appartement d'un immeuble du quartier latin, tout près de la Seine, au n° 9 de la rue Guénégaud où il continue la rédaction, l’édition et la diffusion de sa revue « littéraire, scientifique et lyrique » Le Poète boiteux. Convaincu de ses capacités littéraire, il affirmait avec fierté avoir de nombreux admirateurs dont les écrivains Alexandre Dumas et Jules Vallès.

Le dessinateur André Gill le caricatura sous le titre du « poète boiteux » et fit paraître son portrait dans le sixième numéro de sa revue La Parodie du 25 septembre 1869, le rendant ainsi célèbre dans le Paris du Second Empire. Il fut également cité par l'écrivain Jules Vallès qui le qualifiait dans son édition du journal La Rue du 28 septembre 1867 de « lion de demain ». L'écrivain engagé le décrit ainsi: 
« Je le vis surgir tel à peu près que le croquis le représentait, tressautant et sautillant sur des pattes inégales, l'œil hagard, la bouche grande ouverte, au claquement cadencé de son soulier piédestal. »
Poulalion a rédigé et vendu en tout 64 numéros de son bulletin, sans aucun changement de présentation durant cette période. Excentrique, voire mystique et illuminé, l'homme disparut lors des événements de la Commune de Paris pour laquelle, il n'était pourtant pas reconnu, ni comme participant, ni même engagé.
Selon le Guide de Paris mystérieux, édité chez Tchou, Poulalion aurait exercé « les métiers d'orfèvre, séminariste, trappiste, instituteur public, musicien, sculpteur (d'une vierge), inventeur (d'une lampe), anachorète, bonapartiste et chanteur des rues. ».

## Le Poète boiteux
Le Poète boiteux, littéraire, scientifique, dramatique et lyrique. est une revue entièrement rédigée, gérée, éditée par Pierre-Paul Poulalion, qu'il distribuait lui-même aux habitants du quartier Latin, errant de cafés en restaurants et de tavernes en terrasses et qu'il transportait dans son éternel cartable. 
Cette revue à parution mensuelle, dont le siège est fixé rue du Cherche-Midi, puis rue Guéguenaud, toujours à Paris (au domicile de l'auteur, près de l'hôtel de la Monnaie et du quai de Conti), fut tout d'abord fixé au prix de cinq centimes, pour ensuite remonter à dix centimes, avec la possibilité d'un abonnement annuel pour un franc. 
Ce journal, composé de quelques pages, contient de nombreuses rubriques : poèmes en vers, poèmes en proses, rébus, énigmes, critiques grammaticales (notamment sur le participe passé qu'il détestait) et diverses éloges ou critiques selon l'air du temps.
La revue a été éditée sur 64 numéros entre les années 1862 et 1871. Trente exemplaires de ce périodique ont été conservés par la BnF et sont consultables sur le site dédié.